# Friedrich Anton Reiche
Friedrich Anton Reiche (Wilsdruff, 28 september 1845 – Dresden, 16 juli 1913) was een Duits ondernemer en producent van metalen vormen. Hij was de oprichter van de gelijknamige fabriek voor chocoladegietvormen (mallen) en verpakkingsblikken in Dresden, de belangrijkste fabriek op dit gebied in Duitsland.

## Levensloop
Anton Reiche legde in 1867 het examen voor loodgietersgezel af in Wilsdruff in de Duitse deelstaat Saksen. Tijdens zijn jaren als reizend gezel van 1867-1870 leerde hij bij Létang in Frankrijk het productieproces voor het vervaardigen van chocolademallen. Na zijn terugkeer uit Frankrijk maakte hij zich zelfstandig met een klein loodgietersbedrijf. Tegelijkertijd kwam in Dresden de zoetwarenindustrie tot bloei. Als eerste bedrijven zijn te noemen: Jordan & Timaeus, Otto Rüger en Hartwig & Vogel. Al in 1878 noemde zich de firma van Anton Reiche Blechwarenfabrik, die behalve gietvormen voor chocolade ook blikken verpakkingsdozen en dun gewalst plaatstaal produceerde. In 1895 had het bedrijf, dat in 1878 met tien medewerkers was opgericht, al ongeveer 1.100 werknemers.
De chocoladevormen van Anton Reiche behoren tot de beroemdste ter wereld en zijn verzamelobjecten. Uit orderportefeuilles van de jaren 1906-1914 blijkt, dat alle grote zoetwarenfabrieken in het Duitse taalgebied klanten van Anton Reiche waren. Afgezien van de reeds genoemde bedrijven in Dresden waren dat onder andere Stollwerck, Sarotti, Sprengel en Waldbaur in Duitsland, Manner in Oostenrijk en Lindt, Suchard en Tobler in Zwitserland. Van 1885 tot het begin van de Tweede Wereldoorlog exporteerde het bedrijf ook naar de Verenigde Staten. In Nederland betrokken chocoladeproducenten eveneens mallen van Anton Reiche, bijvoorbeeld de chocoladefabriek Tjoklat.
Na de dood van Anton Reiche zette zijn zoon het bedrijf voort. Na de verwoesting van Dresden in de Tweede Wereldoorlog werd het bedrijf opnieuw opgebouwd en bestond in de DDR nog tot 1972.
In het Museum Hofmühle in Dresden is een permanente tentoonstelling ingericht van voorwerpen uit de productie van Anton Reiche. Ook de Sparautomat van Stollwerck, tegenwoordig een begeerd verzamelobject, stamt uit de productie van Anton Reiche.